# Politické strany v Rumunsku
V Rumunsku existuje vícestranický systém v němž není obvyklé, aby jedna politická strana sestavila vládu a proto musí obvykle více stran spolupracovat na sestavení koaliční vlády. 

## Politické strany

### Strany v současném parlamentu
| Název                                                                      | Název | Ideologie                                      | současný počet členů v poslanecké sněmovně | Současný počet členů v senátu |
| -------------------------------------------------------------------------- | ----- | ---------------------------------------------- | ------------------------------------------ | ----------------------------- |
| Sociálně demokratická strana Partidul Social Democrat                      | PSD   | sociální demokracie                            | 132                                        | 70                            |
| Národní liberální strana Partidul Național Liberal                         | PNL   | konzervativní liberalismus                     | 82                                         | 31                            |
| Demokratický svaz Maďarů v Rumunsku Uniunea Democrată Maghiară din România | UDMR  | maďarská minorita, liberální konzervatismus    | 21                                         | 9                             |
| Uniunea Salvați România                                                    | USR   | liberalismus, pokrokovost                      | 27                                         | 13                            |
| PRO România                                                                | PRO   | liberální socialismus                          | 21                                         | 0                             |
| Partidul Mișcarea Populară                                                 | PSP   | liberální konzervatismus křesťanská demokracie | 16                                         | 0/61                          |
| zástupci menšin                                                            | -     | -                                              | 17                                         | 0                             |
| nezávislí                                                                  | -     | -                                              | 13                                         | 13/72                         |
| celkem:                                                                    |       |                                                | 3293                                       | 1363                          |

1Nemají vlastní klub, jsou mezi nezávislými
2Včetně / bez členů PSP
3Celkový počet křesel není v Rumunsku stálý, jak je tomu v ČR, ale po každých volbách se může změnit.

### Ostatní strany
- Strana velkého Rumunska (PRM)
- Strana socialistické aliance
- Rumunská ekologická strana
- Křesťansko-demokratická rolnická národní strana (PNȚCD)
- Demokratická konvence Rumunska (CDR)
- Fronta národní spásy (FSN)